# オードトワレ

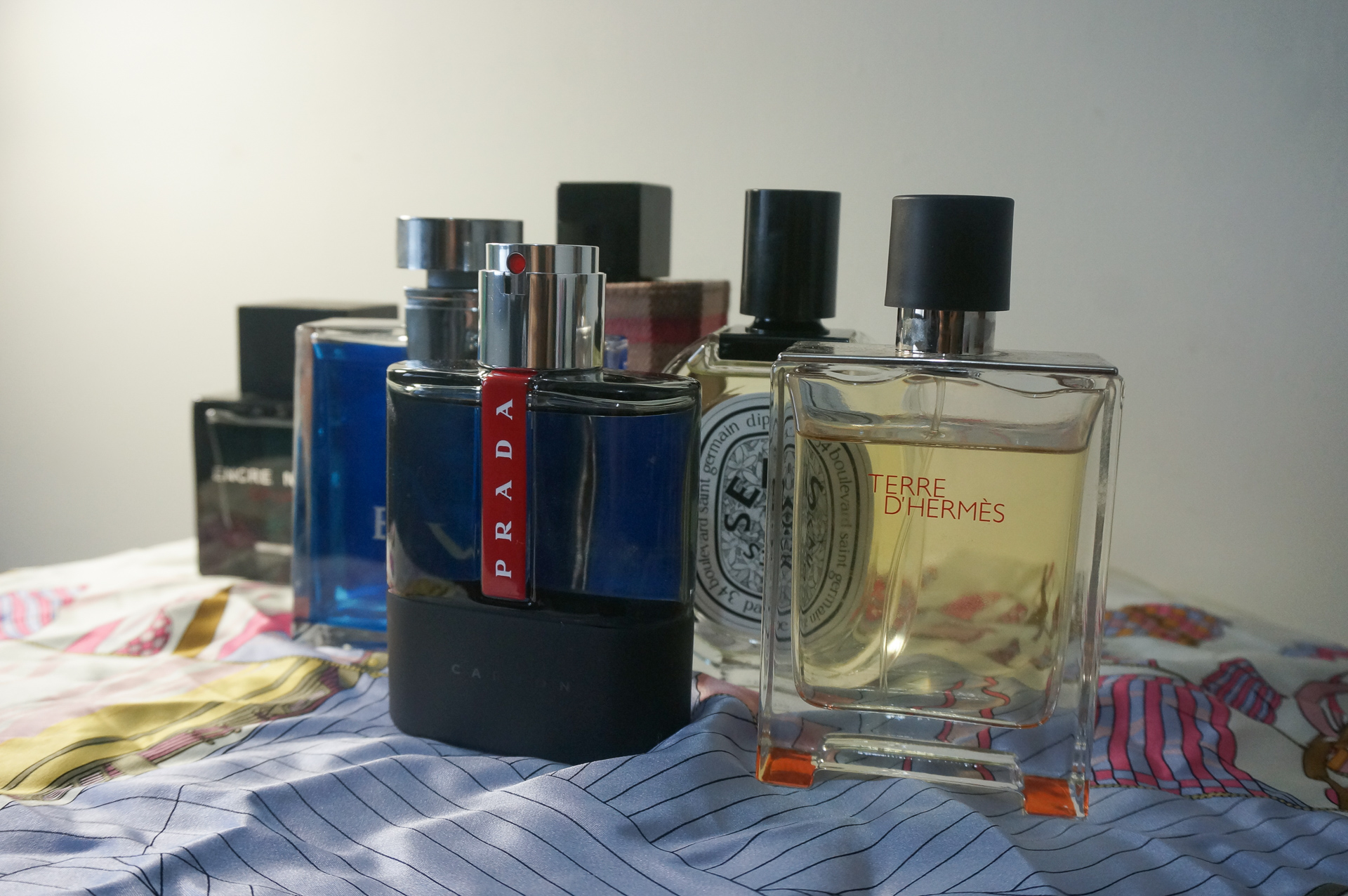
オードトワレのボトル

オードトワレ、オー・ド・トワレ（仏: eau de toilette、フランス語: [o d(ə) twalɛt]）は、賦香率5 -15％程度の香りが薄めの香水（フレグランス）である。昔は身づくろいに使う芳香水をこう呼んでおり、化粧水と訳されることもある。

## 概要

### 過去
トワレ水、文字通りには「トイレの水」という意味だが、ここでの「トイレ」は「身づくろい」を意味する。布の「toile」から来ており、身づくろい用の小布「toilette」が転じたものである。
植物の花や葉の様々な精油をアルコールで薄めたものである。オーデコロン（コロン水、ケルンの水）もトワレ水の一種であった。過去においてローションは、アルコールに精油を溶かしたもので、体や手、髪を洗うのに使っており、トワレ水と同じ意味であった。今日のローションは目的によって薬品を加えて加工されており、ローションは化粧品、オードトワレは香料と領分が分かれている。
アンティークボトルコレクターの世界では、昔のトワレ水の意味合いは今と異なっており、オーデコロンよりも希釈されたもので、肌の清涼剤、スプラッシュとして使われていたことが知られている。昔のヨーロッパ人はあまり入浴しなかった上に、現代のようなデオドラント商品もなかったので、コロンやトワレ水は非常に人気のある商品だった。混乱させられることに、「身づくろいのための水」（water for the toilet）、「身づくろいのためのコロン水」（cologne water for the toilet）とラベルされたコロンもあった。トワレ水はかなり希釈されており、大量に使うため、ビンもフレグランスの中では最も大きかった。Albert Ethelbert Ebertの「The Standard formulary」（1897年）では、トワレ水の組成はコロン水に似ており、主要な芳香成分によって一般的に呼ばれている（ただし、フロリダ水のような呼称の例外もある）と説明されている。ゼラニウム水、ラベンダー水、ライラック水、スミレ水など、香りの種類によっておびただしい数の「何々水」があった。アルコールも慣習的に「水（仏：eau、英：water）」と呼ばれており、こうした「何々水」の「水」が、アルコール、芳香蒸留水、水、その混合物等、何を意味するかは時代によって異なっており、定義は不可能に近い。

### 現代
現代の広義の香水（フレグランス）においては、オードトワレという用語は一般的に芳香の濃度を表すのに用いられ、賦香率5 -15％程度のものを指す。芳香剤として肌につけられる。オードパルファン、パルファンドトワレ（パルファン・ド・トワレット）と呼ばれるものは、10-20％と賦香率が高い。オードトワレは、香水（パフュームエクストラクト）の賦香率を下げて香りを多少調整したものが主だが、香水と関係のないオリジナルの香りのものもある。賦香率2-10%程度のオーデコロンより香りが強い。

## 現代における香水の呼び分け

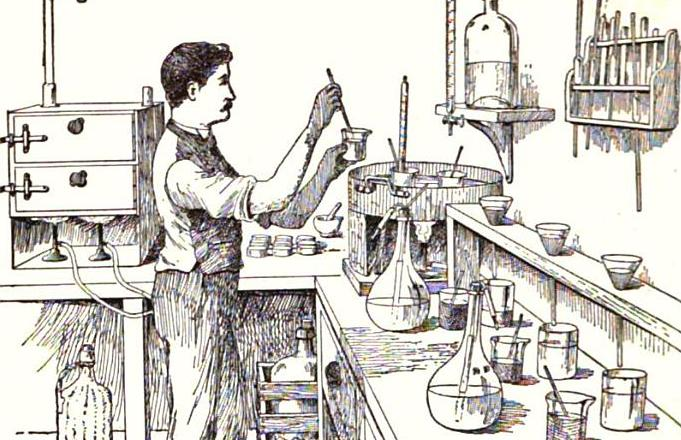
香水の調合（1910年）

オードトワレは狭義の香水（パフュームエクストラクト）より芳香の濃度が薄い。広義の香水（フレグランス）の芳香成分の濃度はおおむね以下のようなものである（濃度昇順）。ただし法律で定められているものではない為、メーカーによって賦香率は異なり、種類の表現もメーカーにより違う場合がある。
- オーデコロン：2-10％[1]、または3-5％[9]。
- オードトワレ：5-15%[1]または5-8%[9] （普通は10%前後）
- オードパルファン、パルファンドトワレ：10–20% （普通は15%前後）「オードパフューム」と書かれることもある。（パルファンはフランス語、パフュームは英語[9]）
- （狭義の）香水、パフュームエクストラクト：15–30%[9]（IFRA（国際香粧品香料協会） によると普通は20%）

精油（芳香油）は溶媒で希釈されることが多い。精油の希釈に最も一般的な溶媒は、エタノールまたはエタノールと水の混合物である。
オードパルファンは約10–20%の精油等の芳香成分を、アルコール（芳香を運ぶ分散剤として機能する）と微量の水に混合したものである。
オーデコロンは、混合物中に80-90%のアルコールと約3-5%の精油等の芳香成分、5-15%の水を含んでいる。元々オーデコロンの主成分は、イタリアの柑橘油、ネロリ、レモン、ベルガモット等の柑橘系の香りにラヴェンダー、ローズマリー等を加えてアクセントをつけたものだったが、現在は様々な香りがある。
オードトワレに含まれる精油等の芳香成分は2-8%で、分散剤であるアルコールが60-80%、残りは水である。オードトワレは、上記のアルコールをベースとする香水（フレグランス）の中では濃度が低目である。伝統的、一般的にオーデコロンは柑橘系の精油と香料でできているものが多いが、オードトワレにこういった縛りはない。

## 歴史
多くの本では、14世紀にオーデコロンの前身にあたるアルコールベースの香水がハンガリーで作られた、となっている。あるハンガリー人が、最初のアルコールベースの香水として知られるものを、70代のハンガリー王妃エルジェーベト (1305–1380) のために作ったという。隠者または天使が女王にレシピを授けたという人もいる。ローズマリーの精油を蒸留酒に溶かしたものではなく、ローズマリーの枝先と花を蒸留酒と共に蒸留したものである。「ハンガリー王妃の水（eau de la reine de hongrie）」またはハンガリー水として知られるこのオードトワレは、医療用（内服用・外用）であり、身づくろいのためにも使われた。
しかし、ヨハン・ベックマンによると、当時のハンガリーは文化の先端の地であったとは言えず、王妃エルジェーベトのために14世紀のハンガリーで作られたというのは、ありそうもないことである。箔付けのための宣伝文の可能性が高いと考えられている。ハンガリー水の確認できる最も古い記録は、ベックマンによると1659年である。春山行夫は、おそらくラヴェンダー水の方がハンガリー水より古いと述べている。ハンガリー水は、長い間ローズマリー水（マンネンロウ水）と呼ばれていたと考えられているが、非常に流行し、体にすり込むだけでなく、体の「人目に触れない部分」や髪を洗い、体臭をごまかすために使われた。オーデコロンが現れると、人気はそちらに移った。
14世紀（1379年という情報もある）には、カルメル会修道院の修道女たちがレモンバーム（メリッサ）を使った芳香性のアルコール溶液カルメル会のメリッサ水を作った。修道院は広大な薬草園を持ち、気付け薬（トニック (強壮剤)）として専売していた。シャルル5世が使用したと言われる。レモンバーム、オレンジの花、アンジェリカの根、香辛料からなる、
14世紀から16世紀に腺ペストが流行すると、ヨーロッパ中の薬局が各々に特別な「ペスト水」を開発した。香りでペストを防ごうと、芳香水が部屋や服に用いられた。近世イギリスの貿易と小売りにおいて、マスターワート（アストランティア）、アンゼリカ、牡丹、セイヨウフキ、菊ごぼう、ヴェージニア・スネークルート、ヘンルーダ等をワインで作った蒸留酒に入れて蒸留した薬用酒 Aqua epidemica (ペスト水のラテン語呼び）等、アクアミラビリス（薬酒、芳香アルコール）の中にペスト水らしき商品の記録がある。オーデコロンは、数多あるペスト水やエッセンスの中で生き残ったひとつであると考えられている。
18世紀初頭にオーデコロンという名の商品が登場した。もともとコーディアル飲料（香りと甘みを付けた滋養強壮のための強いアルコール飲料）であったとも言われる。
かつて、オードトワレのいくつかは、医学的なメリットを有する肌修復化粧水と考えられていた。雑誌のMedical Recordは1905年に、オードトワレを肌に吹きかけると、職場や社会、家庭で消耗した精力を回復させると報告している。